# Théophane le Reclus
Théophane le Reclus ou saint Théophane le Reclus (en russe : Феофан Затворник), né Gueorgui Vassilievitch Govorov (en russe :  Гео́ргий Васи́льевич Го́воров), né à Chernava (oblast de Lipetsk) le 22 janvier 1815 et mort le 18 janvier 1894 (dans le calendrier grégorien), est un évêque russe et saint de l'Église orthodoxe du XIXe siècle. Il est connu pour ses ouvrages de vie spirituelle.

## Biographie
Saint Théophane est né le 10 janvier 1815 dans le village de Chernava, d'un père prêtre (les hommes mariés peuvent être ordonnés prêtres dans l'Église orthodoxe). Après avoir étudié dans les séminaires de plusieurs grandes villes, dont Kiev, il est tonsuré moine le 15 février 1841. Il sera ordonné diacre puis prêtre la même année.
Il enseigne ensuite la théologie et la philosophie dans des séminaires. Il partira par la suite en Palestine où il deviendra prêtre dans la mission russe. Il y passera sept ans et acquerra pendant ce séjour une parfaite connaissance du grec, au contact des Grecs orthodoxes de Terre sainte.
Il est aussi pendant une période aumônier de l'église de l'ambassade russe à Constantinople. De retour en Russie, il devient recteur de l'Académie théologique de Saint-Pétersbourg.
Enfin, le 1er juin 1859, il est consacré évêque de Tambov. Il y ouvre une école diocésaine pour filles, avant d'être transféré à Vladimir en 1863. En 1866, l’évêque Théophane demande à être relevé de la charge de son diocèse pour se retirer dans la prière et la solitude, ce qui lui sera accordé.

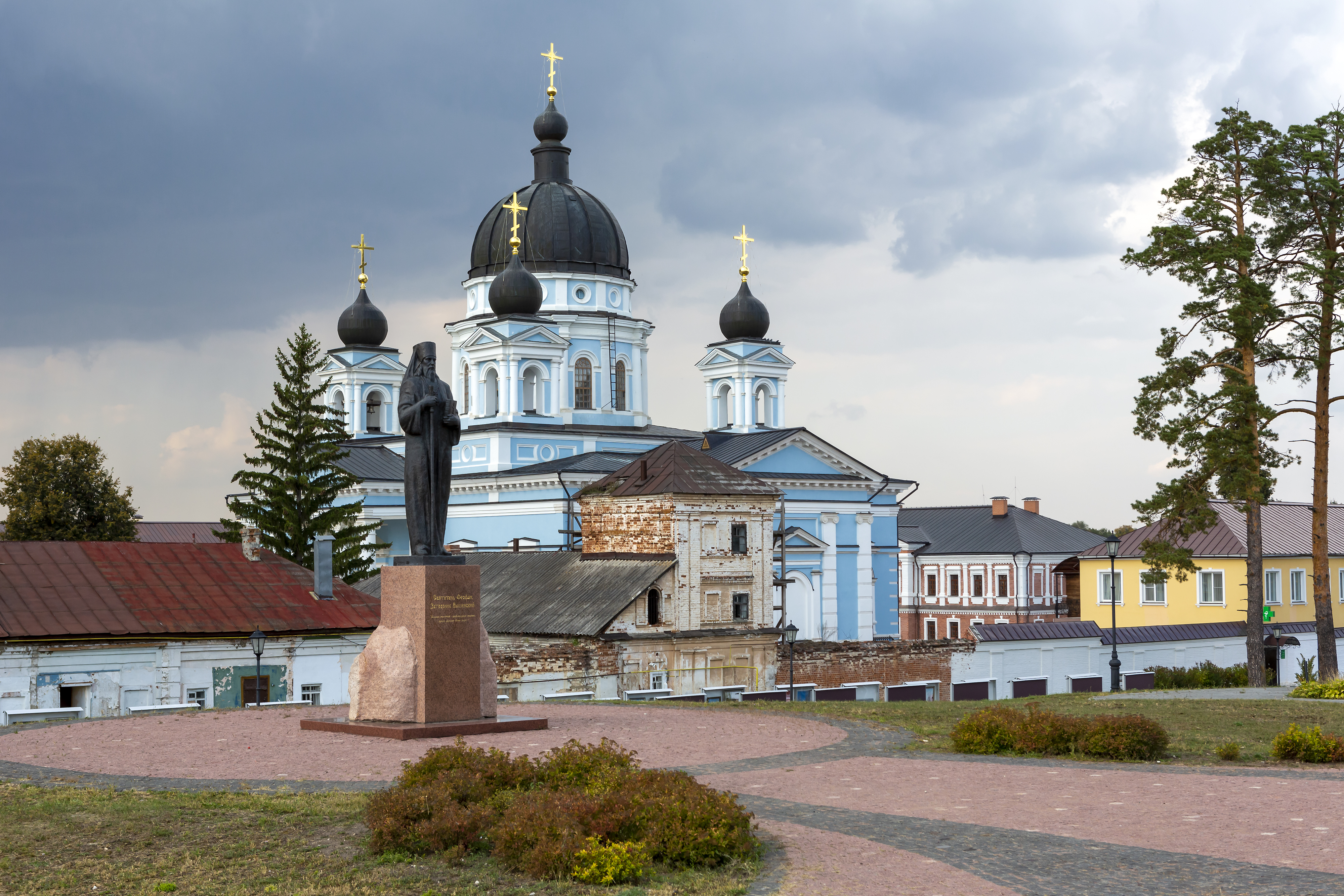
Le monastère de Vysha avec une statue de saint Théophane le Reclus.

Il se retire alors au monastère de Vysha, situé dans la région de Riazan. Il y passe ses journées complètement seul dans une prière profonde, ce qui lui vaudra le surnom de reclus. C'est également au cours de sa vie d'ermite qu'il écrit ses nombreux livres spirituels. Il avait dans sa cellule une grande bibliothèque avec des livres en slavon et russe, mais aussi en anglais, français, grec, allemand. Il a joué un rôle important dans la traduction de la Philocalie en russe.
La fin de sa vie est marquée par la maladie. Il souffre de rhumatismes, de névralgies, d'arythmies cardiaques, et il devient aveugle de l'œil droit en 1888.
Il meurt le 6 janvier 1894. Il est canonisé en 1988 par l'Église orthodoxe russe, et il est fêté le 6 et le 10 janvier.